# Малий Камен
Малий Камен (словен. Mali Kamen) — поселення в общині Кршко, Споднєпосавський регіон, Словенія. Висота над рівнем моря: 333,8 м.